# Permanente Elberfeld-Barmer Kunstausstellung

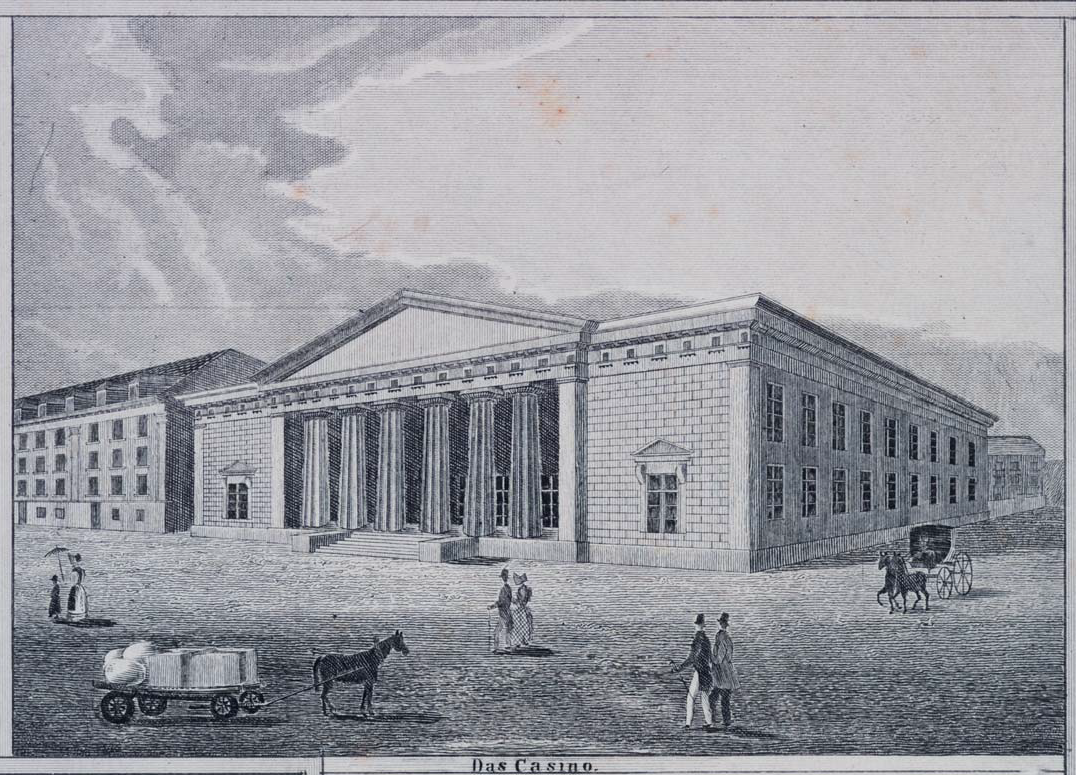
Örtlichkeit der Ausstellung: das Casino in Elberfeld (Lithographie von 1828)

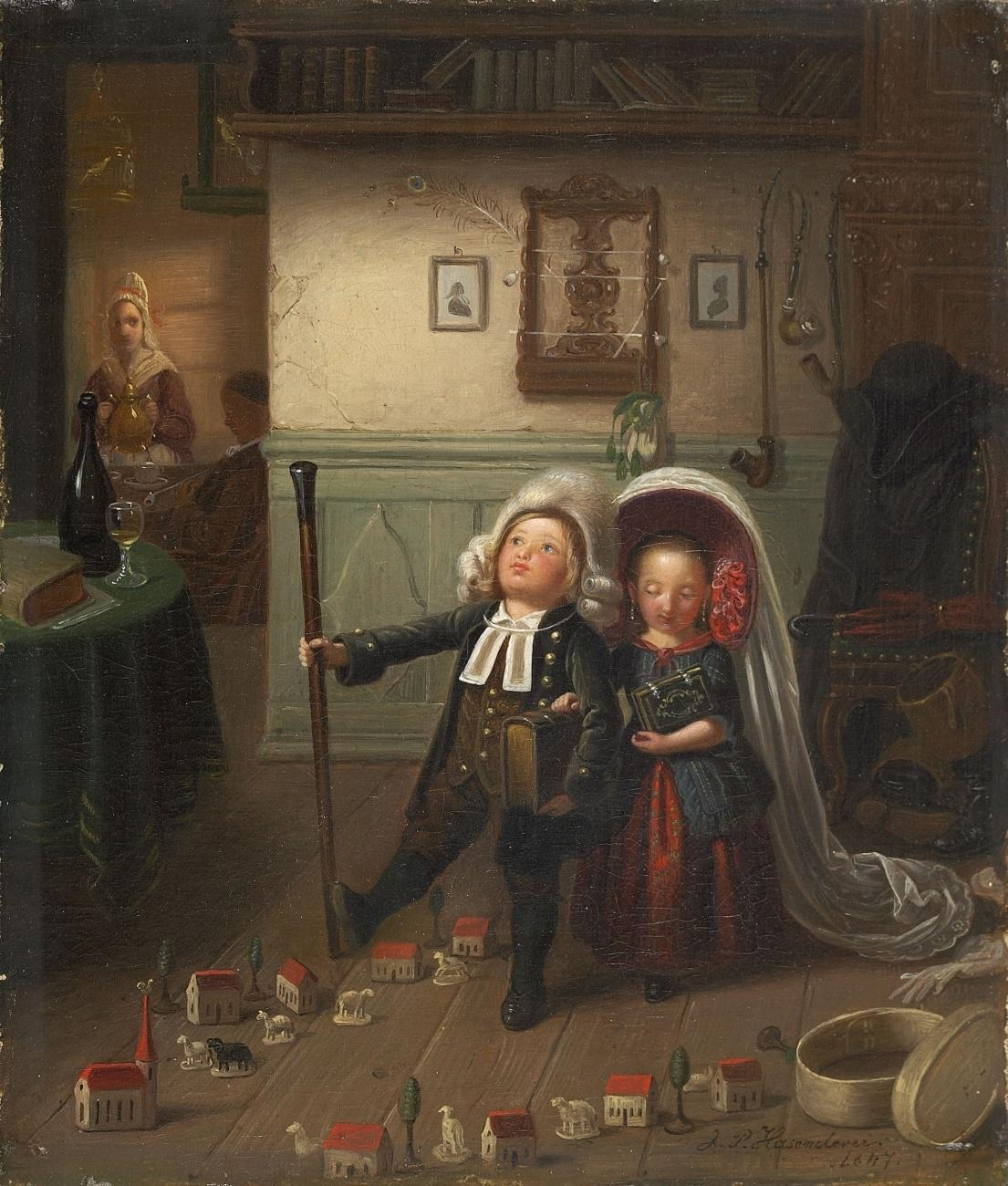
Exponate: Die Pfarrerskinder von Johann Peter Hasenclever … (im Krieg verloren)

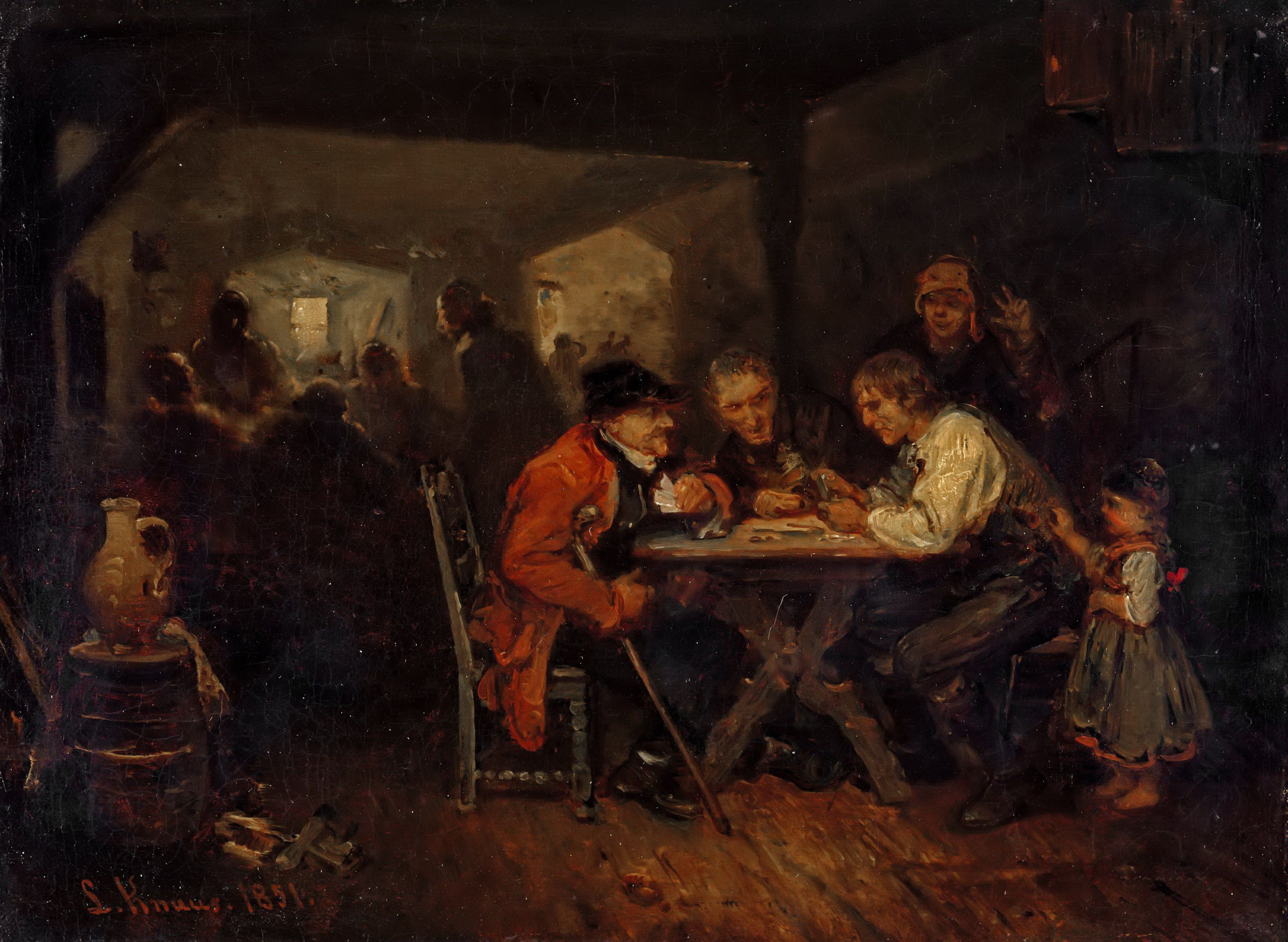
… und Die Falschspieler von Ludwig Knaus (heute im Düsseldorfer Kunstpalast)

Die Permanente Elberfeld-Barmer Kunstausstellung war eine Veranstaltung in Elberfeld, die von 1851 bis 1854 ausgerichtet wurde. Die Kunstausstellung war ein „in der deutschen Kunstgeschichte einmaliger, bedeutender und wagemutiger Versuch zur Präsentation bildender Kunst“, und das in einem „kulturkonservativen“ und „streng kirchlichen“ Umfeld.

## Geschichte
Im Laufe des 19. Jahrhunderts gründeten sich in vielen deutschen Städten Kunstvereine, die von Angehörigen eines liberalen Bildungsbürgertums initiiert wurden. An die Stelle von fürstlichen oder kirchlichen Mäzenaten traten neue Organisationsformen der Kunstvermarktung, mit Ausstellungen, Verkäufen und Verlosungen von Kunstwerken. Dadurch wurde ein freier Markt ohne obrigkeitliche Zwänge geschaffen, was für die Künstler selbst allerdings nicht nur von Vorteil war, da sie sich auf neue Strukturen und Vermarktungsstrategien einstellen mussten. Die Kunstvereine waren nur für die bürgerliche Schicht gedacht, eine Öffnung „nach unten“ war nicht vorgesehen. Der älteste Kunstverein dieser Art wurde schon 1787 in Zürich gegründet.
Auch die Permanente Elberfeld-Barmer Kunstausstellung wurde von einem Comité aus angesehenen Bürgern geplant und 1851 durchgeführt, darunter der Verleger Julius Theodor Baedeker, der Bankier August von der Heydt und der Maler Johann Richard Seel. Im Jahr darauf schloss sich auch der Elberfelder Oberbürgermeister Karl Emil Lischke dem Comité an, dessen Tochter Emmy selbst Malerin war. Mehrere Mitglieder des Comités pflegten persönliche Beziehungen zu Düsseldorfer Malern; wichtigster Verbindungsmann zur dortigen Kunstszene war der Journalist Hermann Püttmann. Der Verein Düsseldorfer Künstler zur gegenseitigen Hilfe und Unterstützung fungierte mutmaßlich als Partner der Veranstalter.
Am 4. Mai 1851 erschien in der Elberfelder Zeitung die Ankündigung der permanenten Kunstausstellung: „Der Zweck […] ist, unserer Gegend […] auch den Vorzug anderer minder bedeutender Städte anzueignen, im Gebiet der bildenden Kunst […] den gebührenden Standpunkt einzunehmen.“ Zwei Wochen später, am 18. Mai, wurde im Gartensaal des Casinos, dem Gesellschaftshaus der Casinogesellschaft in Elberfeld, die Permanente Kunstausstellung in Elberfeld und Barmen eröffnet. Für den Zutritt wurden Jahreskarten im Abonnement verkauft.
Gezeigt wurden die Werke von zahlreichen Künstlern aus dem bergischen Raum, aus Düsseldorf und Köln, einige auch aus weiter entfernten Städten wie Berlin. Darunter waren Gemälde von Andreas Achenbach, Eduard Bendemann, Joseph Fay, Johann Peter Hasenclever, Theodor Hildebrandt, Carl Friedrich Lessing, Richard Seel und Johann Wilhelm Schirmer. Von Beginn an berichteten die örtlichen Zeitungen regelmäßig über neue Einlieferungen, Verkäufe und andere Ereignisse in Verbindung mit der Ausstellung. Es folgten Werke von Johann Wilhelm Preyer, Siegmund Lachenwitz, Ludwig Knaus, Benjamin Vautier, Fritz Wolff, Gustav Adolf Koettgen, Heinrich Christoph Kolbe und anderen. Ende August 1851 wurde mitgeteilt, dass bis zu diesem Zeitpunkt 371 Bilder ausgestellt worden seien, von denen 18 auf Kommission verkauft wurden. Am 1. November 1851 wurde bekannt gegeben, dass  2300 Taler durch Verkäufe eingenommen worden waren. Zusätzlich wurden unter den Inhabern der Jahreskarten weitere Kunstwerke verlost.
Geplant war, dass die aus Verkäufen stammenden Provisionen und den Eintrittskarten zur Ausstellung zum Ankauf von weiteren Bildern verwendet werden sollten, die wiederum verlost werden sollten. Nach Abzug aller Kosten waren die Überschüsse jedoch nicht so hoch wie erwartet, so dass im Oktober 1851 zusätzlich der Gemälde-Verlosungs-Verein gegründet wurde. Dabei wurden Aktien zu fünf Talern verkauft; verlost wurden nicht Gemälde, sondern Gutschriften über Geldbeträge in verschiedenen Höhen, die beim Ankauf von Kunstwerken eingelöst werden konnten.
Viele der damals ausgestellten Kunstwerke sind heute verschollen oder wurden im Zweiten Weltkrieg zerstört.
Begleitet wurden die Ausstellungen von zahlreichen Artikeln vor allem in der Elberfelder Zeitung, deren Verfasser von Mai 1851 bis 1852 der Mitinitiator und Geschäftsführer der Kunstausstellung Hermann Püttmann war. Er hatte zuvor ein Buch über die Düsseldorfer Malerschule geschrieben und als Kunstrezensent für die Kölnische Zeitung gearbeitet. Im Jahr vor der Ausstellung hatte er die frühsozialistische Arbeiterzeitung Der Volksmann gegründet, deren Erscheinen auf Druck der Elberfelder Polizei wieder eingestellt werden musste. 1853 wurde er in einem Polizeiprotokoll als „entschiedener Anhänger der Umsturzpartei“ und „demnächstiger Geschäftsführer des hiesigen Kunstvereins“ bezeichnet, aber Püttmann war schon im Jahr zuvor als solcher entlassen worden. Vermutlich war dem bürgerlichen Comité die Verbindung zu einem unter Polizeibeobachtung stehenden Sozialisten doch zu heikel geworden. Kurz danach siedelte Püttmann mit seiner vielköpfigen Familie nach England über. Damit verlor die Kunstausstellung ihren rührigsten und professionellsten Protagonisten.
1853 und 1854 wurde die Permanente Kunstausstellung fortgesetzt, jedoch ließ das Interesse bei Künstlern wie bei Kunstliebhabern nach. Die Elberfelder Zeitung berichtete zudem nach dem Weggang von Püttmann nur noch unregelmäßig, nach 1854 fehlen jegliche Berichte. „Das Projekt war sang- und klanglos beendet worden und geriet nachhaltig in Vergessenheit“: Das Konzept einer permanenten Ausstellung war gescheitert.
1866 wurde der Barmer Kunstverein gegründet, 1892 der Museumsverein Elberfeld. Offenbar gab es in beiden Vereinen keine personelle Verbindung zum Comité der Permanenten Kunstausstellung. Die Vereine vereinigten sich 1946 zum Kunst- und Museumsverein Wuppertal, der wie seine Vorgänger in Wuppertaler Museen und Ausstellungshallen regelmäßig Wechselausstellungen organisiert.